# Hocus Pocus (gruppo musicale)
Gli Hocus Pocus sono un gruppo hip hop di Nantes, in Francia. Formato da sei membri, il gruppo si distingue all'interno del panorama hip hop transalpino per la mescolanza dei tradizionali sample e di veri strumenti suonati dal vivo e per l'attitudine positiva tipica delle loro canzoni. Il suono risultante da questa commistione è un hip hop fortemente tendente al jazz e al soul.
Il gruppo debutta nel 2005, con l'album 73 Touches, seguito a distanza di due anni da Place 54. Il secondo album, pubblicato da Motown France, costola francese della storica etichetta discografica soul americana, ottiene un disco d'oro, dimostrando la maturità artistica del gruppo.
Tra le loro collaborazioni anche quella con l'MC italiano Ghemon Scienz, per cui 20Syl, il produttore degli Hocus Pocus, ha realizzato Una vita nel giorno di Ghemon, da La rivincita dei buoni

## Discografia
- 2005 - 73 Touches
- 8-10-2007 - Place 54
- 1-03-2010 - 16 Pièces